# Pseudoleskeella glaberrima
Pseudoleskeella glaberrima là một loài Rêu trong họ Leskeaceae. Loài này được Kindb. mô tả khoa học đầu tiên năm 1907.